# Legio V Alaudae
A Legio V Alaudae (legio quinta alaudae, V. "Pacsirták" légió) egy római légió volt, amely Germania Inferior provincia Castra Vetera városában állomásozott. Jelvénye az elefánt volt. A batavusok felkelése során (vagy a dák háborúkban) megsemmisült.

## Története

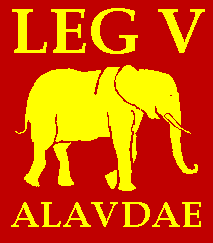
A Legio V Alaudae rekonstruált jelvénye

Az egységet Julius Caesar alapította i.e 52-ben Gallia Transalpinában. Ez volt az első légió, amelyet egy külső provincia katonáival töltöttek fel; fontos lépés volt ez a provinciák egyenjogúságának kivívásában, mert ettől kezdve azok polgárai is szolgálhattak a légiókban. A létrehozás költségeit Caesar a magánvagyonából állta, a szenátus csak később ismerte el állami légióként. Eredeti neve feltehetően Legio V Gallica volt. Az alauda gall szó és pacsirtát jelent; az egységet azért nevezték el róluk, mert sisakjukon pacsirtaszárnyakat viseltek.
Az új légió első csatáit Caesar gall háborújában Vercingetorix ellen és Alesia ostrománál vívta. A Pompeius elleni polgárháború során a V Alaudae részt vett az i.e. 49-es itáliai bevonulásban és ekkor egy darabig Apuliában állomásozott. 48/49 telén Marcus Antonius átszállíttatta az Adrián Dyrrachiumba, de nem volt jelen, amikor Caesar a pharszaloszi csatában legyőzte Pompeiust. Harcolt viszont Africában, a thapsusi csatában, ahol győzedelmeskedett a Quintus Caecilius Metellus Scipio és Marcus Porcius Cato Minor vezette csapatok fölött. Az ütközetben sikeresen vette fel a harcot a republikánus ellenfelek elefántjai ellen és ekkortól kezdve az elefántot vette fel hadijelvényére (a V Alaudae volt az egyetlen Caesar alapította légió, amelynek jelvényén nem bika látszott).
A V Alaudae részt vett a polgárháborút lezáró mundai csatában Ibériában. (i.e.45 március 17-én).
A Caesar halála utáni polgárháborúban Marcus Antonius oldalára állt és az i.e. 43-as mutinai csatában vereséget szenvedett Octavianus ellen. A két vezér később szövetséget kötött a második triumvirátusban, a légió pedig ott küzdött a Caesar gyilkosai ellen i.e. 42-ben vívott philippi csatában.
Az egység követte Marcus Antoniust keletre, veteránjait Berytusban (ma Bejrút) telepítette le. Feltehetően részt vett a balul sikerült pártus hadjáratban, később pedig az Octavianus elleni polgárháborúban.
Octavianus győzelme után a légiót i.e. 30 után a lusitaniai Méridába helyezték át, ahol részt vett a 25-ben kezdődő, hosszas cantabriai háborúban. A kiterjedt hadjáratban rajta kívül bevetették a I Germanica, II Augusta, IIII Macedonica, VI Victrix, VIIII Hispana, X Gemina, XX Valeria Victrix és talán a VIII Augusta légiókat. 

### A rajnai határvonalon
Néhány évvel később (talán i.e. 19-ben) a V Alaudaet Gallia Belgicába vezényelték, ahol Marcus Lollius parancsnoksága alatt súlyos vereséget szenvedett a germán sicamberektől, még hadijelvényét is elvesztette.
I.e. 12-ben Nero Claudius Drusus (Augustus fogadott fia) áthelyezte a Rajnához (a mai Nijmegenbe vagy Xantenbe) és részt vett sikeres germán hadjáratában. Katonái i.e. 9-ben átkeltek a Weseren, elérték az Elbát, majd egy darabig a Rajna keleti partján állomásoztak (Oberaden vagy Haltern környékén).

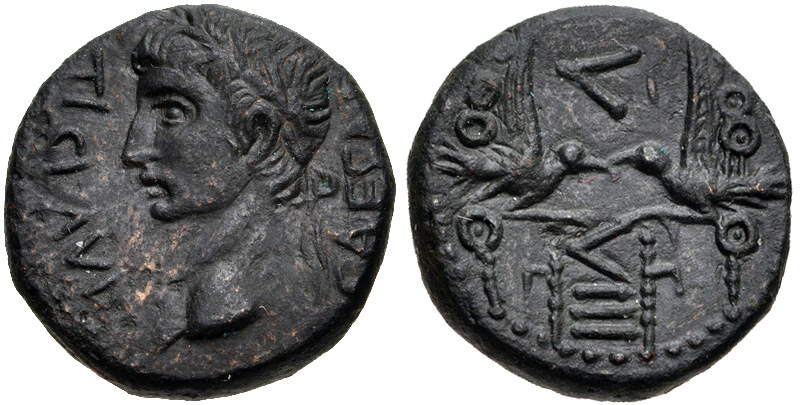
Claudius császár által veretett as a V Alaudae és VIII Augusta jelével

I.e. 6-ban a leendő Tiberius császár hatalmas, legalább tizenhárom légiót megmozgósító hadműveletbe kezdett a markomannok ellen. Ő maga a VIII Augusta, XV Apollinaris, XX Valeria Victrix, XXI Rapax, XIII Gemina, XIV Gemina, XVI Gallica és egy ismeretlen egység élén délkeletről vonult a mai Csehországban élő germán törzs ellen, míg a I Germanica, V Alaudae, XVII, XVIII és XIX légiók nyugatról támadtak rá. A grandiózus hadművelet sikerrel zárult, de a markomannokat egy pannóniai lázadás miatt nem sikerült meghódítani.
Néhány évvel később, i.sz 9-ben a teutoburgi erdőben elszenvedett vereség véget vetett a germániai hódításoknak. Ezután Lucius Nonius Asprenas az I Germanica és V Alaudae segítségével pacifikálta Germania Ingeriort és védte Gallia Belgicát a germán betörésekkel szemben.
A teutoburgi katasztrófa után a V Alaudae (a XXI Rapaxszal együtt) Xantenben állomásozott a Rajna és a Lippe összefolyásánál, figyelemmel kísérve a cugernusok törzsét. A két légió részt vett Germanicus 14-16-os hadjárataiban. 43-ban a XXI Rapaxot a XV Primigenia váltotta fel. Tudjuk hogy a V. légió az erőd nyugati, a XV. a keleti felét foglalta el.
I.sz. 28-ban az egység elfojtotta a frisiusok lázadását; ennek ellenére Tiberius császár meghagyta a törzs függetlenségét. 12 évvel később Caligula császár a Rajna torkolatához látogatott és ahogyan Suetonius leírta, a legionáriusokkal (a V Aludae lugdunumi katonáival) kagylóhéjakat gyűjtetett a tengerparton.
A V Alaudae és XV Primigenia feltehetően része volt a Gnaeus Domitius Corbulo által 47-ben vezetett hadjáratnak a frisiusok és chaucusok ellen. Az akció sikeres volt, Claudius császár azonban visszarendelte őket a Rajna mögé, ahol megerődített határvonalat építettek ki. Emellett egy máig létező csatornát is ástak Matilo (ma Leiden) és Voorburg között.

### A légió pusztulása
67-ben több provinciában lázadások törtek ki Nero uralma ellen. A germaniai légiók (I Germanica, V Alaudae, XV Primigenia és XVI Gallica) leverték Gaius Julius Vindex galliai felkelését, de eközben a hispániai Galba bevonult Itáliába, Nero pedig öngyilkos lett. A légiók a velük ellenséges Galbával szemben saját parancsnokukat, Vitelliust kiáltották ki császárnak és Rómába indultak. A polgárháborúban végül Vespasianus lett a győztes aki Cremona mellett legyőzte Vitellius hadait.
Eközben Germania Inferior provinciában fellázadtak a germán batavusok. Ellenük küldték a V Alaudae és XV Primigenia maradékát, de a germánok Nijmegen mellett legyőzték, és miután a rómaiak behúzódtak Xanten erődjébe, ostrom alá vették őket. Egy újabb kontingens (I Germanica, XVI Gallica és XXII Primigenia) megpróbálta felmenteni őket, de sikertelenül és az erődbe szorult két légió 70 márciusában megadta magát. Nem sokkal később a I Germanica és a XVI Gallica is kapitulált. A polgárháborúban győztes Vespasianus miután Itáliában konszolidálta helyzetét, erős hadsereggel vonult a Rajnához és leverte a lázadást. A vesztes légiókat átszervezte vagy átnevezte. A V Alaudae sorsa innentől bizonytalan. Az egyik verzió szerint nem szervezték újjá, a másik szerint viszont ismét feltöltötték és a légió 86-ban a dákok ellen vívott tapaei csatában semmisült meg.